# La adúltera
La adúltera es una coproducción hispano - francesa en color dirigida por Roberto Bodegas y estrenada en 1975 que tuvo poca aceptación de público y de crítica. Posee un cierto humor negro en clave de comedia. Fue rodada en Madrid, España

## Argumento
Una mujer de provincias conoce a un francés y se casa con él. Sin embargo, tras ello, descubre en sí misma pasiones que desconocía y tiene escarceos eróticos con el panadero, el médico, el farmacéutico...

## Premios
31.ª edición de las Medallas del Círculo de Escritores Cinematográficos
| Categoría              | Premiado       | Resultado |
| ---------------------- | -------------- | --------- |
| Mejor actor de reparto | José Luis Coll | Ganador   |